# アレックス・グッド
デヴィッド・アレクサンダー・ヴァランス・グッド（David Alexander Vallance Goode、1988年5月7日 - ）は、プレミアシップサラセンズに所属するラグビーユニオン選手。ギブンネームは主にアレクサンダーの短縮形のアレックス（Alex）と呼ばれる。愛称は「グーディー」。

## プロフィール
- イングランド・ケンブリッジ出身。
- ポジションはスタンドオフ(SO)、フルバック(FB)。
- 身長 181cm、体重 85kg
- イングランド代表キャップは21（2020年6月現在）でラグビーワールドカップ2015のイングランド代表に選ばれた[2]。
- バーバリアンズに選ばれたことがある[3]。

## 略歴
2008年、サラセンズに加入。
2019年、サラセンズのヨーロピアンラグビーチャンピオンズカップ優勝にフルバックとして大きく貢献したことが評価され、欧州最優秀選手に選出された。
2020年、NECグリーンロケッツに加入。
2021年2月20日にジャパンラグビートップリーグ第1節神戸製鋼戦に先発出場で日本での公式戦初出場を果たす。以降、リーグ戦5試合、プレーオフトーナメント2試合に出場。
2021年5月26日、NECグリーンロケッツを退団する事が発表された。この発表に先駆け、5月13日にサラセンズのHPにてグッドの復帰が発表されており、その中でNECへの移籍がローン移籍であった事が記されている。